# Jaboti (Paraná)
Jaboti ist ein brasilianisches Munizip im Nordosten des Bundesstaats Paraná. Es hat 5.427 Einwohner (2022), die sich Jabotienser nennen. Seine Fläche beträgt 139 km². Es liegt 562 Meter über dem Meeresspiegel.

## Etymologie
Das heutige Gebiet von Jaboti gehörte früher zur Fazenda Jaboticabal. Als Bezeichnung für die neue Ortschaft wurde dieser Name übernommen. Jaboticabal heißt auf Deutsch Jaboticaba-Garten. Der Name musste aufgegeben werden, weil es schon eine andere Stadt mit demselben Namen Jaboticabal im Staat São Paulo gab. Um den althergebrachten Namen des Gebiets dennoch zu erhalten, beschloss man, der Siedlung den Namen Jaboti zu geben.

## Geschichte

### Besiedlung
Gegründet wurde Jaboti von Antônio José de Azevedo und João de Paula, die sich Ende des 19. Jahrhunderts hier niederließen. Später legten sie den Grundstein für das Dorf und schufen ein Anwesen, das sie Nossa Senhora das Dores (deutsch: Schmerzensmutter oder Mater Dolorosa), der Schutzpatronin des Ortes, schenkten. Der Ort wurde 1909 zum Distrikt im Munizip Tomazina und 1929 zum eigenständigen Munizip erhoben, aber schon 1934 wieder zum Distrikt zurückgestuft.

### Erhebung zum Munizip
Jaboti wurde durch das Staatsgesetz Nr. 253 vom 26. November 1954 aus Japira ausgegliedert und in den Rang eines Munizips erhoben. Es wurde am 15. November 1955 als Munizip installiert.

## Geografie

### Fläche und Lage
Jaboti liegt auf dem Segundo Planalto Paranaense (der Zweiten oder Ponta-Grossa-Hochebene von Paraná). Seine Fläche beträgt 139 km². Es liegt auf einer Höhe von 562 Metern.

### Vegetation
Das Biom von Jaboti ist Mata Atlântica.

### Klima
Das Klima ist warm gemäßigt. Es werden hohe Niederschlagsmengen verzeichnet (1308 mm pro Jahr). Die Klimaklassifikation nach Köppen und Geiger lautet Cfa. Im Jahresdurchschnitt liegt die Temperatur bei 20,9 °C.

### Gewässer
Jaboti liegt im Einzugsgebiet des Rio das Cinzas. Dieser bildet die östliche Grenze des Munizips. Die nördliche Grenze zum Munizip Conselheiro Mairinck bildet der Rio Jaboticabal, der dem Rio das Cinzas von links zufließt.

### Straßen
Jaboti ist über eine Munizipalstraße mit Conselheiro Mairinck im Nordwesten und mit Pinhalão im Süden verbunden.

### Nachbarmunizipien
| Conselheiro Mairinck |                                             |          |
|                      | Kompassrose, die auf Nachbargemeinden zeigt | Tomazina |
| Japira               | Pinhalão                                    |          |

## Stadtverwaltung
Bürgermeister: William Siqueira Rodrigues, PSD (2021–2024)
Vizebürgermeisterin: Lucia Helena, PSD (2021–2024)

## Demografie

### Bevölkerungsentwicklung
| Jahr | Einwohner | Stadt | Land |
| ---- | --------- | ----- | ---- |
| 1960 | 6.371     | 16 %  | 84 % |
| 1970 | 5.894     | 17 %  | 83 % |
| 1980 | 5.190     | 25 %  | 75 % |
| 1991 | 4.376     | 43 %  | 57 % |
| 2000 | 4.590     | 58 %  | 42 % |
| 2010 | 4.902     | 62 %  | 38 % |
| 2022 | 5.427     |       |      |

Quelle: IBGE (2011) und Volkszählung 2022

### Ethnische Zusammensetzung
| Gruppe * | 1991    | 2000    | 2010    | wer sich als …                                                                   |
| --- | ------- | ------- | ------- | -------------------------------------------------------------------------------- |
| Weiße | 93,3 %  | 82,4 %  | 82,9 %  | weiß bezeichnet                                                                  |
| Schwarze | 0,7 %   | 5,4 %   | 2,0 %   | schwarz bezeichnet                                                               |
| Gelbe | 0,0 %   | 0,9 %   | 0,9 %   | von fernöstlicher Herkunft wie japanisch, chinesisch, koreanisch etc. bezeichnet |
| Braune | 6,0 %   | 11,1 %  | 14,1 %  | braun oder als Mischung aus mehreren Gruppen bezeichnet                          |
| Indigene | 0,0 %   | 0,0 %   | 0,2 %   | Ureinwohner oder Indio bezeichnet                                                |
| ohne Angabe | 0,0 %   | 0,2 %   | 0,0 %   |                                                                                  |
| Gesamt | 100,0 % | 100,0 % | 100,0 % |                                                                                  |
| *) Das IBGE verwendet für Volkszählungen ausschließlich diese fünf Gruppen. Es verzichtet bewusst auf Erläuterungen. Die Zugehörigkeit wird vom Einwohner selbst festgelegt. |         |         |         |                                                                                  |

Quelle: IBGE (Stand: 1991, 2000 und 2010)